# 클루브 산호세

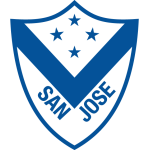

클루브 산호세(Club San José)는 볼리비아 오루로를 연고로 하는 축구 클럽이다. 이 팀은 1942년 3월 19일에 창단 되었으며 현재는 리가 데 풋볼 프로페시오날 볼리비아노에 참가하고 있다.

## 역대 감독
| 감독                     | 임기      |
| ------------------------ | --------- |
| 훌리오 세자르 발데비에소 | 2013~2014 |
| 훌리오 세자르 발데비에소 | 2024~     |